# Корено Аузонио
Корѐно Аузо̀нио (на италиански: Coreno Ausonio) е село и община в Централна Италия, провинция Фрозиноне, регион Лацио. Разположено е на 318 m надморска височина. Населението на общината е 1691 души (към 2010 г.).